# Steven De Neef
Steven De Neef (Asse, 16 de gener de 1971) és un exciclista belga, professional del 1997 al 2011. Actualment actua de director esportiu a l'equip Wanty-Groupe Gobert.

## Palmarès en carretera
- 1996
  - 1r a la Volta a la província d'Anvers
- 2008
  - 1r al Gran Premi de la vila de Pérenchies

## Palmarès en pista
- 2000
  -  Campió de Bèlgica en Òmnium
- 2003
  -  Campió de Bèlgica en Madison (amb Wouter Van Mechelen)
  -  Campió de Bèlgica en Derny
- 2004
  -  Campió de Bèlgica en Madison (amb Andries Verspeeten)